# Anolis tropidonotus
Anolis tropidonotus es una especie de lagarto que pertenece a la familia Dactyloidae. Es nativo de México, Belice, Guatemala, El Salvador, Honduras, y Nicaragua. Su rango altitudinal oscila entre 80 y 940 m s. n. m..

## Taxonomía
Se reconocen las siguientes subespecies:
- Anolis tropidonotus spilorhipis Álvarez del Toro & Smith, 1956
- Anolis tropidonotus tropidonotus Peters, 1863